# Sara Sara (distrito)
Sara Sara é um distrito do Peru, departamento de Ayacucho, localizada na província de Paucar del Sara Sara.

## Transporte
O distrito de Sara Sara é servido pela seguinte rodovia:
- PE-32C, que liga o distrito de Cahuacho (Região de Arequipa) à cidade de Puyusca (Região de Ayacucho) [1][2][3]